# Válvula pulmonar
La válvula pulmonar es la válvula semilunar del corazón que se encuentra entre el ventrículo derecho y la arteria pulmonar y tiene tres cúspides. Al igual que la válvula aórtica, la válvula pulmonar se abre en la sístole ventricular, cuando la presión en el ventrículo derecho aumenta por encima de la presión en la arteria pulmonar. Al final de la sístole ventricular, cuando la presión en el ventrículo derecho baja rápidamente, la presión en la arteria pulmonar cerrará la válvula pulmonar.

## Descripción
En el ápice del cono arterioso el orificio pulmonar está protegido por tres cúspides semilunares, dos delante y una detrás, con bordes libres que se proyectan hacia arriba en el lumen del tronco pulmonar. El borde libre de cada cúspide presenta un nódulo fibroso de cúspide semilunar en el centro con dos porciones laterales finas, el lúnculo de la cúspide semilunar. Cada cúspide forma una bolsa como una dilatación llamada seno pulmonar en la porción inicial del tronco pulmonar.

## Imágenes adicionales

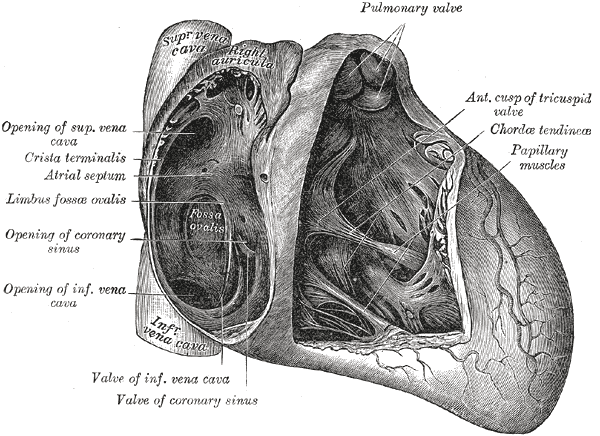
Interior del lado derecho del corazón.
La parte delantera del tórax, mostrando relaciones de superficie de hueso, pulmones. (púrpura), pleura (azul), y corazón (contorno rojo). Están etiquetadas con Bicúspide, Tricúspide, Aórtica, y Pulmonar.
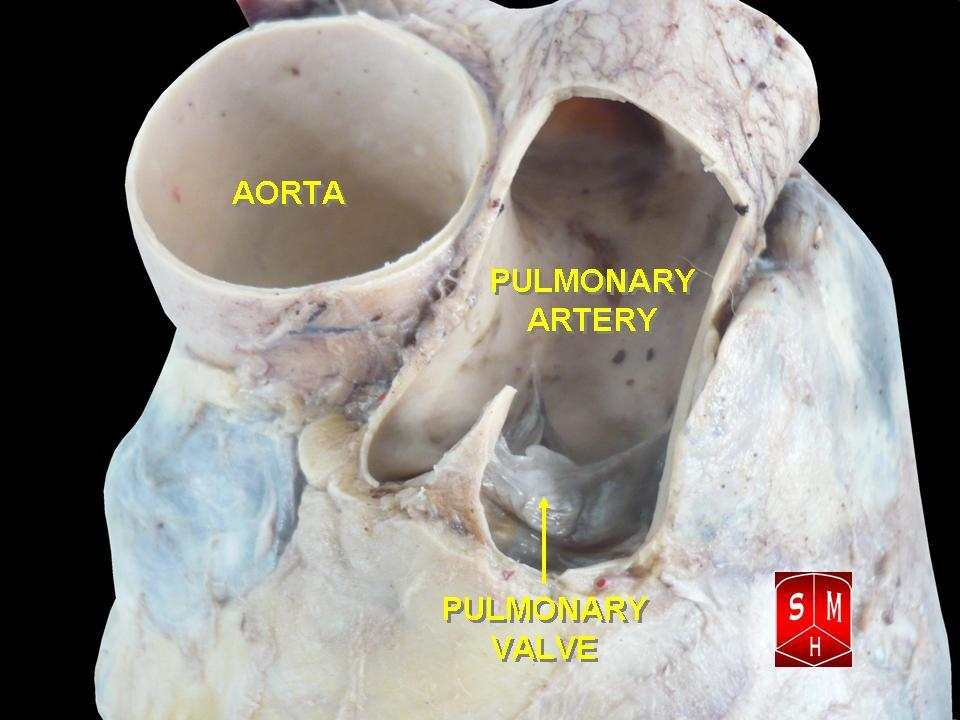
Válvulas pulmonares
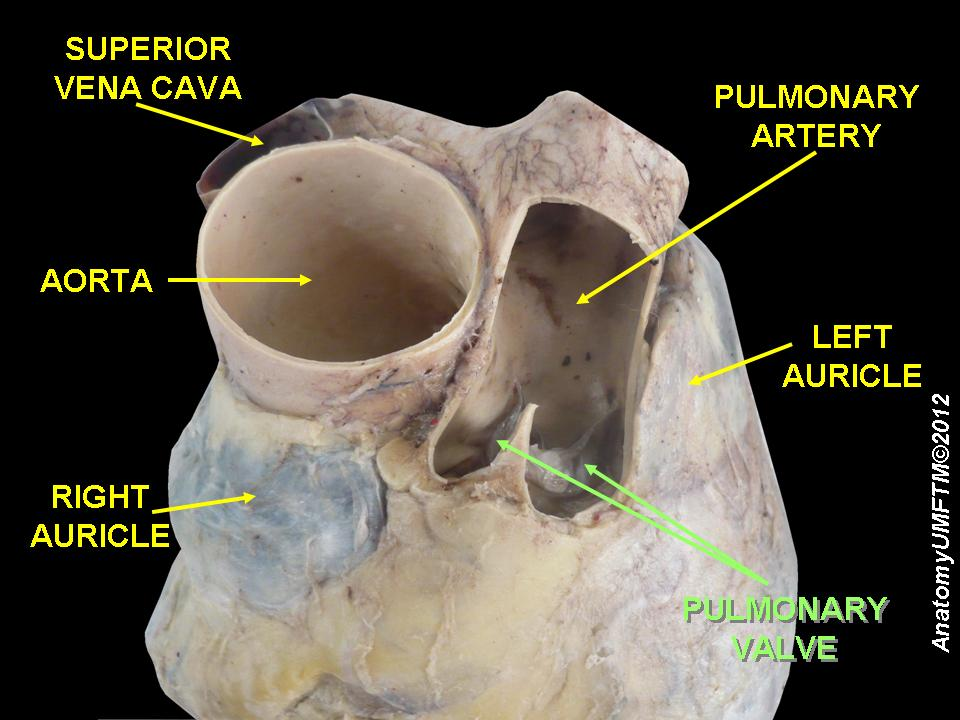
Válvulas pulmonares